# Conospermum petiolare
Conospermum petiolare (лат.) — кустарник, вид рода Коноспермум (Conospermum) семейства Протейные (Proteaceae), эндемик Западной Австралии. Цветёт с октября по март розово-кремово-оранжево-жёлто-коричневыми цветками.

## Ботаническое описание
Conospermum petiolare — стелющееся травообразное растение или кустарник до 1 м высотой. Листья восходящие, плотные; черешок 2,5-7 см длиной, с бело-сероватой опушкой; пластинка узко продолговатая, 8-32 см длиной, 2,5-15 мм шириной, округлая, острая, гладкая или с более или менее разбросанными волосками; средняя и 2 субмаргинальные и поперечные жилки приподняты. Соцветие — густая, терминальная метёлка; цветонос 7-10 мм длиной, с белой опушкой; прицветники широкояйцевидные, длиной 6-10 мм, шириной 3-5,5 мм, острые, с белой опушкой, реснитчатые. Околоцветник кремовый, оранжево-жёлтый или розовый, бархатистый; верхняя губа линейная, длиной 11-22 мм, шириной 0,25-0,5 мм, реснитчатая, острая; нижняя губа объединена на 1,5-2 ммы. Плод — орех длиной 2,5 мм и шириной 3 мм, от желтовато-коричневой до золотистой, слегка опушённой; волоски по окружности длиной 4-4,5 мм, от золотистого до ржавого цвета; центральный пучок около 4 мм длиной, от золотистого до красного.

## Таксономия
Впервые этот вид был описан в 1830 году Робертом Броуном в рамках работы Proteaceas Novas. Supplementum primum prodromi florae Novae Hollandiae на основе образца, собранного у залива Кинг-Джордж.

## Распространение и местообитание
Conospermum petiolare — эндемик Западной Австралии. Встречается на каменистых склонах и в зимних влажных районах вдоль южного побережья в округах Большой Южный и Голдфилдс-Эсперанс в Западной Австралии, где растёт на песчаных почвах над гранитом или кварцитом.